# XXV
 (février 2020).
Pour l’article homonyme, voir XXV (album de Robbie Williams).
Albums de Tryo
Vent debout
(2016) Chants de Bataille
(2021)
Singles
1. L'Hymne de nos campagnes 2019
Sortie : 2019
2. Brian Williamson XXV
Sortie : 2019
3. El duche de leche XXV
Sortie : 2020
4. Ladilafé XXV
Sortie : 2020
5. Les Anciens XXV / Le Temps XXV
Sortie : 2020

XXV est un double-album studio du groupe français Tryo, sorti le 31 janvier 2020, à l'occasion du vingt-cinquième anniversaire du groupe.
Il s'agit du second album de reprises du groupe après Né quelque part sorti en 2014. Il est composé de vingt-et-une reprises issues de leurs six albums studios, en collaboration avec de nombreux artistes francophones.

## Liste des titres

### CD1
| 1.    | Toi et moi XXV                  | Zaz                                   |  |
| 2.    | Ladilafé XXV                    | Véronique Sanson                      |  |
| 3.    | Serre-moi XXV                   | Vianney et Ibrahim Maalouf            |  |
| 4.    | Pour un flirt avec la crise XXV | Bigflo et Oli                         |  |
| 5.    | 2050-2100 XXV                   | Alain Souchon, Pierre Souchon et Ours |  |
| 6.    | Désolé pour hier soir XXV       | Mcfly et Carlito                      |  |
| 7.    | Le Temps XXV                    | Ayọ                                   |  |
| 8.    | Apocalypticodramatic XXV        | Hubert-Félix Thiéfaine                |  |
| 9.    | Les Anciens XXV                 | Tiken Jah Fakoly                      |  |
| 10.   | Pas pareil XXV                  | Gauvain Sers                          |  |
| 11.   | L'Hymne de nos campagnes XXV    | Claudio Capéo                         |  |
| 47:09 |                                 |                                       |  |

### CD 2
| 1.    | Ce que l'on s'aime XXV           | Sylvain Duthu (Boulevard des Airs)                                             |  |
| 2.    | Brian Williamson XXV             | Dub Inc                                                                        |  |
| 3.    | Un homme qui aime les femmes XXV | LEJ                                                                            |  |
| 4.    | La Misère d'en face XXV          | Renaud                                                                         |  |
| 5.    | Si la vie m'a mis là XXV         | Bernard Lavilliers                                                             |  |
| 6.    | El dulce de leche XXV            | M                                                                              |  |
| 7.    | La Main verte XXV                | Massilia Sound System et Sinsemilia                                            |  |
| 8.    | C'est un vent XXV                | La Rue Ketanou                                                                 |  |
| 9.    | Yakamonéyé XXV                   | Camille Esteban                                                                |  |
| 10.   | L'Hymne de nos campagnes 2019    | Bigflo et Oli, Claudio Capéo, Gauvain Sers, Sylvain Duthu, LEJ, Vianney et Zaz |  |
| 38:38 |                                  |                                                                                |  |